# 威斯特沃德
威斯特沃德（英文：Westwold）是一個位於加拿大英屬哥倫比亞省內陸湯普森-尼古拉地區的一個農牧非建制社區，座落於甘露市和弗農市之間的歐肯那根公路（英屬哥倫比亞省97號公路）上；以東鄰近福克蘭，以西鄰蒙特湖。
此地區原名為大草原(音譯：格蘭皮爾，英文：Grand Prairie)，但於1925年進行加拿大國家鐵路往基隆拿支線工程時，為了不與亞伯達省大草原城（英文：Grande Prairie）混淆名稱，於是改以此名。此地區亦有保存自130,000年前桑加蒙間冰期的冰磧物化石。

## 資料來源
1. ↑  . BCGNIS.   [3 February 2011].[]
2. ↑  Baxter, Angus. . Genealogical Publishing Co. 1997: 120  [2022-03-04]. ISBN 9780806316260. （原始内容存档于2022-03-04）.
3. ↑  . The Sunday Province (Vancouver, BC). 12 September 1925: 39.
4. ↑  Ludvigsen, Rolf. . Vancouver, B.C.: UBC Press. 1996: 271  [2022-03-04]. ISBN 0-7748-0577-3. （原始内容存档于2022-04-30）.